# Luigi Tezza
Luigi Tezza OSCam (* 1. November 1841 in Conegliano; † 23. September 1923 in Lima) war ein italienischer Ordensgeistlicher und Ordensgründer. Er war Generalprokurator des Kamillianerordens und Visitator seiner Gemeinschaft in Peru. Im Jahr 2001 wurde er seliggesprochen.

## Leben
Luigi Tezza wurde in Venetien als Sohn eines Arztes geboren. Nach dem Tod des Vaters zog er mit seiner Mutter nach Padua, wo er vom 9. Lebensjahr an aufwuchs. Mit 15 Jahren trat er in den Kamillianerorden ein, studierte Katholische Theologie und wurde 1864 zum Priester geweiht. Er wurde als Novizenmeister in Rom und später in der französischen Neugründung des Ordens in Lille eingesetzt. Nach dem Verbot des Ordens in Frankreich kehrte er nach Rom zurück, wo er 1891 auf dem Generalkapitel des Ordens zum Generalprokurator gewählt wurde. 1892 gründete er gemeinsam mit der 1994 seliggesprochenen Josefina Vannini die Gemeinschaft der Töchter des heiligen Kamillus als weiblichen Zwieg des Kamillianerordens.
Im Jahr 1900 sandte ihn der Orden als Visitator nach Peru, um die dortige Gemeinschaft des Ordens zu reformieren, die unter staatlichem Druck vom Gesamtorden getrennt worden und von der Auflösung bedroht war. Der ursprünglich nur vorübergehend vorgesehene Aufenthalt wurde auf Bitten des Erzbischofs von Lima und des Apostolischen Nuntius in Peru bis zu seinem Lebensende verlängert. Tezza reformierte die peruanische Ordensprovinz und war gesuchter Berater von Erzbischof und Nuntius. Jahrelang wirkte er als Spiritual und Beichtvater am diözesanen Priesterseminar. Sein diplomatisches Geschick, seine religiöse Ausstrahlung und seine vorbildliche Sorge um Kranke und Arme trugen ihm den Ruf der Heiligkeit ein.
Luigi Tezza starb in Lima; seine Reliquien befinden sich im Mutterhaus der Töchter des heiligen Kamillus in Grottaferrata bei Rom.

## Seligsprechung
Am 4. November 2001 wurde Tezza von Papst Johannes Paul II. seliggesprochen. Sein liturgischer Gedenktag ist der 26. September.